# マゴリアムおじさんの不思議なおもちゃ屋
『マゴリアムおじさんの不思議なおもちゃ屋』（マゴリアムおじさんのふしぎなおもちゃや、Mr.Magorium's Wonder Emporium）は、2007年の英国-フランス語-ドイツ語-カナダのファンタジー映画。
『主人公は僕だった』の脚本家ザック・ヘルムの監督デビュー作品。撮影は2006年3月から6月までカナダ・トロントで行われた。
日本劇場公開時のキャッチコピーは「ようこそ、誰も見たことのない世界初の映像ワンダーランドへ!」。
映画はにノミネートされました 英国アカデミー賞 英国作品賞.

## ストーリー
「マゴリアムおじさんの不思議なおもちゃ屋」は、創業113年を誇り、商品のおもちゃ達は命を吹き込まれたように動き回っている夢のようなお店。従業員はオーナーのマゴリアムおじさん、23歳の雇われ支配人モリー、9歳のお手伝い少年エリックの3人。
ある日243歳を迎えたマゴリアムおじさんは突然引退を宣言し、モリーに跡を継がせると発言。この発言により、おもちゃ達が荒れてしまう…。

## キャスト
| 役名                     | 俳優                   | 日本語吹替 |
| ------------------------ | ---------------------- | ---------- |
| エドワード・マゴリアム   | ダスティン・ホフマン   | 青野武     |
| モリー・マホーニー       | ナタリー・ポートマン   | 坂本真綾   |
| ヘンリー・ウェストン     | ジェイソン・ベイトマン | 内田直哉   |
| エリック・アップルバウム | ザック・ミルズ         | 矢島晶子   |
| ベリーニ                 | テッド・ルジック       | 花輪英司   |

## スタッフ
- 監督・脚本：ザック・ヘルム
- 撮影：ロマン・オーシン
- 美術：テレーズ・デプレス
- 衣装：クリストファー・ハーガドン
- 製作：ジェームズ・ガラヴェンテ、リチャード・N・グラッドスタイン
- 製作総指揮：ジョー・ドレイク、ネイサン・カヘイン
- 編集：サブリナ・プリスコ、スティーヴン・ワイズバーグ
- 音楽：アレクサンドル・デプラ、アーロン・ジグマン

- 日本版イメージソング：木村カエラ「Jasper」